# Коморово (Кошалінський повіт)
Коморово (пол. Komorowo) — село в Польщі, у гміні Полянув Кошалінського повіту Західнопоморського воєводства.